# Parque Longtan
El Longtan Park (en chino tradicional, 龍潭湖公園; en chino simplificado, 龙潭湖公园; pinyin, Lóngtánhú Gōngyuán), literalmente "Piscina del Dragón", es un parque de recreo situado en el Distrito de Chongwen en Pekín. Se sitúa al este del Templo del Cielo y cuenta con un gran mercado de pájaros en su interior.
En el centro del parque se sitúa un gran lago llamado "Lago del Dragón", que se caracteriza por sus "moon bridges", jardines de rocas, barcos-dragón, casas de te y restaurantes.